# Gli assassini della terra rossa
Gli assassini della Terra Rossa: Affari, petrolio, omicidi e la nascita dell'FBI. Una storia di frontiera (Killers of the Flower Moon: The Osage Murders and the Birth of the FBI) è un libro di saggistica scritto dal giornalista americano David Grann che racconta la lunga serie di omicidi che coinvolse la comunità Osage negli anni venti. Pubblicato il 18 aprile 2017, è stato inserito nella top ten dei saggi del New York Times ed è stato definito uno dei migliori libri di saggistica della rivista Time.
Dal romanzo è stato tratto il film Killers of the Flower Moon del 2023.

## Trama
Negli anni Venti la popolazione più ricca d’America erano gli indiani Osage dell’Oklahoma: nel momento in cui gli idrocarburi stavano per diventare la risorsa più importante del pianeta, sotto il loro suolo furono trovati enormi giacimenti. Giravano in auto di lusso, vivevano in case faraoniche, mandavano i figli a studiare nelle migliori scuole d’Europa.
Poi, a uno a uno, iniziarono a morire assassinati. Uccisi con armi da fuoco, avvelenati, vittime di agguati e imboscate, sempre in circostanze misteriose. E in questo strascico di ‘vecchio west’ – tra petrolieri emergenti come J.P. Getty e fuorilegge come Al ‘Terrore fantasma’ Spencer – chiunque osasse investigare finiva anch’egli sottoterra.
Quando le morti superarono le due dozzine, il caso fu preso in mano dall’FBI, appena nato, diretto da un giovane e ancora inesperto J. Edgar Hoover. Fu messa insieme una squadra di investigatori di origine indiana: si infiltrarono e adottarono tutti i mezzi a loro disposizione per portare alla luce una cospirazione.

## Critica
USA Today ha lodato l'opera recensendo: «Un 'thriller' sconvolgente. Da grande narratore, David Grann sa come far rivivere epoche e delitti del passato e rivela una vera e propria cospirazione ai danni di una nazione indiana».

## Adattamento cinematografico
Nel giugno 2019 la Paramount Pictures ha annunciato l'adattamento cinematografico diretto da Martin Scorsese. Il film, il cui budget è di 200 milioni di dollari, ha come protagonisti Leonardo DiCaprio, Lily Gladstone, Robert De Niro, Jesse Plemons e Brendan Fraser ed è stato distribuito in Italia dal 19 ottobre 2023.

## Edizioni
- David Grann, Gli assassini della terra rossa, traduzione di Francesco Zago, Corbaccio, 2017, ISBN 9788867002795.